# Ken (玩偶)
肯尼是美國玩具製造商美泰兒1961年向大眾介紹推出的人物玩偶——該公司1959年發表芭比娃娃，而此玩偶則設計作為她的男朋友，是芭比娃娃相關主要產品（Barbie family and other principal characters）之一。主產品芭比娃娃是20世紀全球最廣為人知及最暢銷的玩偶之一。
玩偶“肯尼”與“芭比”雖為虛構人物，但卻是以美泰兒公司創建人魯絲·漢德勒一對兒女的名字所命名。在2010年的美国动画《 3 》，“芭比”與“肯尼”也客串作為虛構故事中的人物角色。

## 概述

### 由來
羅絲·韓德勒是美泰兒公司創辦人之一。該公司原本製造相框，後來發現她的女兒芭芭拉（Barbara Handler）喜歡玩紙玩偶，但並不是當時大部份以嬰孩或兒童形象的立體玩具，而是比較喜歡玩像成人的玩偶。露絲·韓德勒認為有市場空間，將公司朝此方向發展，設計出“芭比娃娃”，於 1959 年 3 月在紐約的美國國際玩具展覽會上首次亮相。
玩偶命名“芭比”即使用了女兒芭芭拉的小名，而 1961 年上市的玩偶“肯尼”則是使用了露絲·韓德勒兒子（Kenneth）的名字。美泰兒公司在接獲央求“給芭比一個男友”數千封的來信之後，於是推出與露絲之子同名的肯尼娃娃。英語是露絲·韓德勒兒子（Kenneth Handler）的小名。
不過，當時十五歲的肯尼很討厭這個以他的名字命名的人偶，而深陷對自己性別認知的衝突中。

### 人物形象
從1961年出道以來，肯尼曾擁有的“職業”或“工作”形象超過四十種，從髮型師（1991年、1992年、1999年 ）到寵物㹴犬的飼主“糖糖的爹”（Sugar Daddy Ken，2010年）。
1993年，美泰兒推出一款耳環族肯尼娃娃（Earring Magic Ken），使得肯尼娃娃成為當時男同性戀的偶像。對仍不能公開而受歧視的同性戀族群而言，肯尼娃娃可以是異性戀也可以是同性戀。
1994年，露絲·韓德勒之子肯尼（Kenneth Handler）因病過世。
在芭比之夢想豪宅中，肯尼的個性修改成愛發明機器、天然呆、似野比大雄個性的青年。

#### 症候群
英文以“芭比症候群（Barbie syndrome）”形容希望擁有芭比娃娃所代表的外表和生活方式的慾望。也有“肯尼症候群”，指努力令自己成為充滿魅力和吸引力的男性，他們會努力令自己像芭比的男伴一樣受其他人歡迎。

## 電影角色
在2010年的美國動畫《玩具總動員3 》，“肯尼”與“芭比”也客串作為虛構故事中的人物角色。該電影更在2011年獲得奧斯卡最佳動畫片獎。
在2023年的真人电影《芭比》中，肯尼由雷恩·高斯林扮演。

## 分手與復合
2002年魯絲·漢德勒女士逝世後，原本1961年開始和芭比娃娃“交往”的肯尼，在2004年情人節前夕“分手”，理由是“肯尼不願意結婚”。據稱是美泰兒公司為了刺激芭比娃娃的銷量，所祭出的行銷手法。
同樣為了宣傳，美泰兒公司又以芭比、肯尼之名，在Facebook及Twitter等社交網路服務註冊，號召網友投票看兩人是否應該重新走在一起。根據瑞銀證券統計資料，芭比娃娃的銷售額在2010年增長了6.8％，達到12.5億美元。
2011年2月14日情人節，芭比娃娃與肯尼“復合”，重回對方懷抱。芭比說，“終於明白自己的心只為肯尼而跳動”；肯尼則表示，“與芭比再續前緣，是他收過最好的情人節禮物”。

## 保護森林事件
2011年6月，绿色和平組織在洛杉磯美泰兒公司總部大樓懸掛巨幅廣告，要求該公司停止採購來自破壞印尼熱帶雨林的包裝紙。其中主角“肯尼”垮著臉，說：「芭比，我們分手。我不和破壞雨林的女孩約會。」
同年10月，該組織改用另一幅圖文，並使用主角“肯尼”代言：美泰兒公司承諾“保護森林”，將停止使用涉及破壞熱帶雨林的紙漿公司的紙產品，“請繼續支持護林工作”。

## 腳注及參考書目
1. 1 2 3  （英文）Robin Gerber.  (精裝). HarperCollins Publishers. 2009-02-01. ISBN 978-0-06-134131-1.
羅賓·格伯 原著，柯安琪 譯.  (平裝). 繁星多媒體股份有限公司出版. 2009-08-03. ISBN 978-986-6414-09-1 （中文（繁體））.
2. ↑  （英文）. Manbehindthedoll.com.   [2010-08-16]. （原始内容存档于2020-11-11）.
3. ↑  “Sugar”是一個玩偶（寵物犬）的名字，類似中文名“糖糖”。由於美泰兒公司將肯尼做為“該寵物犬的飼主”而又暱稱他為“‘糖糖’的爹”。不過，該暱稱在英文（英语：Sugar daddy）竟是一個不雅的俚語，為免遭人非議，美泰兒公司在取名不久之後又把這個名號取消了。參見（英文）. Abcnews.go.com. 2009-10-30  [2012-05-17]. （原始内容存档于2020-12-04）.
4. ↑  （繁體中文）. 聯合新聞網. 2011-02-14  [2012-05-03]. （原始内容存档于2011-02-22）. 曾經相戀 43 年，卻也分手了 7 年的芭比娃娃與肯尼（Barbie and Ken），在今年的情人節高調復合了！生產芭比娃娃的美泰兒公司（Mattel）為芭比與肯尼設立了臉書的粉絲專頁，「兩人」也在當中甜蜜蜜地確認了復合的消息。……芭比的銷售額在去年增長了 6.8 ％，達到 12.5 億美元（約合台幣 366.7 億元）……芭比與肯尼最後也「順應民意」…選在情人節這天重回對方懷抱。
5. ↑  . 2011-06-12. 環保團體綠色和平組織今指芭比娃娃的包裝材料來自於印尼雨林，指責製造廠商美泰兒公司及迪士尼公司……包裝材料由印尼的亞洲紙漿公司（APP）所製造……破壞了雨林生態，也讓野生動物瀕臨絕種
6. ↑  （繁體中文）. 綠色和平. 2011-10-10  [2012-05-08]. 全賴大家的支持，推動了全球知名玩具品牌去保護森林，捍衛蘇門答臘虎的家園。
7. ↑  （简体中文）. 绿色和平. 2011-10-10  [2012-05-08]. 在这里，我们要感谢每一位支持森林保护、为捍卫苏门答腊虎的家园添砖加瓦的你，推动了这位大明星环保态度转变。
8. ↑  （繁體中文）. 綠色和平. 2011-10-10  [2012-05-08]. 美泰身為玩具行業領導，承諾不再毀林，為玩具製造業樹立好榜樣，鼓勵其他同業負上社會及環境責任，停止破壞熱帶森林。對消費者而言，美泰此舉讓顧客多了一個環保選擇，也多了一份安心。

- Lord, M.G., Forever Barbie: The Unauthorized Biography of a Real Doll. 平裝 ISBN 0-8027-7694-9.
- Rogers, Mary F., "Barbie Culture". 平裝 ISBN 0-7619-5888-6.
- Knaak, Silke, "German Fashion Dolls of the 50&60". Paperback www.barbies.de.
- Beckham, Victoria (Foreword), John, Elton (Foreword), The Art of Barbie. 平裝 ISBN 0-9537479-2-1
- Essays, Guys'n'dolls: Art, Science, Fashion & Relationships. 平裝 ISBN 0-948723-57-2
- （英文）Susan Taylor Martin. . 坦帕灣時報－聖彼德斯堡 (佛羅里達州). 2005-05-15. ……But there's one thing she'll never have: Ken.……"Arab culture refuses boyfriends and girlfriends," Abidin says（芙拉娃娃幾乎擁有芭比娃娃的一切，但不會有肯尼 (玩偶)。阿拉伯文化沒有這種男朋友和女朋友的美式情境。）

## 外部連結
- 互联网电影数据库上Ken的资料（英文）
- Keeping Ken （页面存档备份，存于）（英文）
- Madeover Ken hopes to win back Barbie （页面存档备份，存于）（英文）（2006年2月10日）

芭比娃娃
- （简体中文）芭比娃娃官网 （需要Adobe Flash Player） — 美泰有限公司保留所有权
- （英文）The Official Barbie Website （需要Adobe Flash Player） — Mattel（页面存档备份，存于）, Inc. All Rights Reserved.
- （英文） Washington Times: "Religious police take after Barbie"（页面存档备份，存于） by Paul Martin